# Sven Grosse
Sven Grosse (* 29. November 1962 in Frankfurt am Main) ist ein deutscher evangelischer Theologe, lutherischer Pfarrer und Professor für Historische und Systematische Theologie an der Staatsunabhängigen Theologischen Hochschule (STH) Basel. Sein Forschungs-Schwerpunkt ist die Dogmengeschichte.

## Leben
Zwischen 1983 und 1989 studierte er Evangelische Theologie, Philosophie und katholische Theologie an der Ludwig-Maximilians-Universität München sowie der Universität Tübingen. 1990 bis 1992 war er Doktorand an der Universität Erlangen-Nürnberg und wurde 1993  zum Dr. theol. promoviert. Nach dem Lehrvikariat (1992–1995) und der Ordination zum Pfarrer der Evangelisch-Lutherischen Kirche in Bayern hatte er ein Habilitationsstipendium an der Universität Erlangen-Nürnberg, wo er sich 1999 habilitierte. Von 1999 bis 2008 war er dort Privatdozent für Kirchengeschichte. Während dieser Zeit hatte er außerdem eine Lehrstuhlvertretung für Kirchengeschichte an der Augustana-Hochschule Neuendettelsau (2005) und eine Vertretungsprofessur für Kirchengeschichte an der Universität Hamburg (2007–2008) inne. Nach einem Forschungsaufenthalt 2008 an der Marquette University (Milwaukee, USA) begann er 2008 als Dozent für Historische Theologie an der privaten STH Basel, wo er seit 2009 Professor für Historische und Systematische Theologie ist.

## Veröffentlichungen (Auswahl)
- Heilsungewissheit und Scrupulositas im späten Mittelalter. Studien zu Johannes Gerson und Gattungen der Frömmigkeitstheologie seiner Zeit. Mohr Siebeck, Tübingen 1994, ISBN 3-16-146213-0 (Dissertation).
- Gott und das Leid in den Liedern Paul Gerhardts. Vandenhoeck & Ruprecht, Göttingen 2001, ISBN 3-525-55191-6 (Habilitationsschrift).
- Das Christentum an der Schwelle der Neuzeit. Drei Studien zur Bestimmung des gegenwärtigen Ortes des Christentums. Hartmut Spenner, Kamen 2010, ISBN 978-3-89991-104-6.
- Theologie des Kanons. Der christliche Kanon, seine Hermeneutik und die Historizität seiner Aussagen. Die Lehren der Kirchenväter als Grundlegung der Lehre von der Heiligen Schrift. Lit, Münster/Zürich 2011, ISBN 978-3-643-80078-7.
- mit Rainer Mayer, Wolfhart Schlichting, Harald Seubert: "Einst opferte Jerobeam..." Häresie - Aufstand des Zeitgeists gegen Gottes Ordnung, hg. von Andreas Späth, Logos Editions, Windsbach 2013, ISBN  978-3981430363.
- mit Andreas Schmidt: Die Rückgewinnung des Vertrauens. Ökumene als Konfliktbewältigung, EOS Verlag, St. Ottilien 2014, ISBN 978-3830676706.
- Ich glaube an die Eine Kirche. Eine ökumenische Ekklesiologie. Schöningh, Paderborn 2015, ISBN 978-3-506-78297-7.
- hrsg. mit Christine Christ-von Wedel: Auslegung und Hermeneutik der Bibel in der Reformationszeit. De Gruyter, Berlin 2017, ISBN 978-3-11-046277-7.
- hrsg. mit Christine Christ-von Wedel und Berndt Hamm: Basel als Zentrum des geistigen Austausches in der frühen Reformationszeit. Mohr Siebeck, Tübingen 2014, ISBN 978-3-16-153203-0.
- hrsg. mit Harald Seubert: Radical Orthodoxy. Eine Herausforderung für Christentum und Theologie nach der Säkularisierung, Evangelische Verlagsanstalt, Leipzig 2017, ISBN 978-3-374-04859-5.
- Theologie und Wissenschaftstheorie, Schöningh, Paderborn 2019, ISBN 978-3506701688.
- hrsg.: Schleiermacher kontrovers, Evangelische Verlagsanstalt, Leipzig 2019, ISBN 978-3374058907.
- Theologiegeschichte als Dogmatik. Gesammelte Aufsätze, Bd. 1, Leipzig 2022.